# Дале Гру
Дале Гру (норв. Dahle Gro; нар. 15 травня 1962, Осло, Норвегія) — норвезька письменниця, дитяча письменниця, поетеса, драматург, прозаїк-романіст і лібретист.
З тих пір Дале написала вже більше 50 книг в різних жанрах, серед яких була серія книг з ілюстраціями для дітей, яку вона створила спільно зі своїм чоловіком, ілюстратором Свейном Ніхусом.
Гру Дале також читає лекції з творчого письма в університетах Норвегії та Швеції.

## Біографія
Дале Гру народилася 15 травня 1962 року в столиці Осло, Норвегія. Є дочкою Ейстейн Дале .
В дитинстві зростала у таких містах як: Тенсберзі, Арубі і Нью-Джерсі. Вона почала вивчати психологію та англійську літературу в Університеті Осло і отримала ступінь бакалавра мистецтв. 
Навчалася творчій творчості в Університетському коледжі Телемарка. Вона зробила свій літературний дебют в 1987 році під назвою Audiens (Audience), з тих пір Дале написала більше 50 книг в різних жанрах, поетичні збірки, три романи, три новели, оповідання, дитячі театральні п'єси, радіопостановки, есе та дитячі книги. 
Кілька картини книг для дітей виникли в результаті співпраці з чоловіком, норвезьким ілюстратором і автором Свейном Ніхусом.
Дале Гру отримала кілька національних нагород за свою роботу. У 1999 році вона була офіційним поетом фестивалю на Міжнародному фестивалі в Бергені.
У 2002 році вона отримала премію Браге за її роботу Snill (Nice), яка являє собою дитячу книгу з ілюстраціями.
У 2003 році отримала премію за кращу дитячу книгу від Міністерства культури Норвегії для Сінна Манн (Сердита Людина), книгу про хлопчика, який став свідком домашнього насильства. Дале стилістично наївна, уявна і бурлескна письменниця, часто фокусується на психологічних проблемах і відносинах. Дале Гру живе і працює на острові Тьємі.
Дале також читає лекції творчим письмом у Норвегії та Швеції.
У 2013 році «A Hundred Thousand Hours» (норв. Hundre tusen timer, 1996) був опублікований англійською мовою.

### Твори та вірші
- Audiens — (1987)
- Apens evangelium — (1989)
- Pelsjegerliv — (1991)
- Linnea-pasjonen — (1992)
- Alexandrias aske — (1993)
- Regnværsgåter — (1994)
- Inflammasjon — (1995)
- Hundre tusen timer — (1996)
- Velkommen til speilet — (1997)
- Karneval — (1998)
- Album — (1999)
- Loop — (2001)
- Ikke gi opp håpet, Werner — (2005)
- Huset i snøen — (2006)
- Alle fugler — (2007)
- Hvem som helst, hvor som helst — (2009)
- Blomsterhandlersken — (2010
- Støvet, skyggen, hunden og jeg — (2011)
- Hit — (2012)
- Amerika — (2015)
- Søster — (2016)
- Anna og Frank — (2017)
- Tvers igjennom upålitelig — (2017)
- Dobbel dyne — (2018)
- Hjem, sier hunden — (2019)
- Kaffehjerte — (2019)
- Gave — (2020)

### Нехудожня література
- Skrivekurs for skrivelystne — (1994)
- Velkommen til språket — (2005)
- Knutsen & Ludvigsen Juba Juba — (2011)

### Декламація
- Job — (2000)

### Книги для дітей
- Emilie og den umulige Mamman — (1992)
- Bare blåbær, Bjarne — (1993)
- Simon og Kaia bader — en liten kranglebok — (1993)
- Simon og Kaia tisser — en liten sinnabok — (1994)
- Simon og Kaia kler på seg — en liten rampebok — (1995)
- Simon og Kaia ser på video — en liten sutrebok — (1996)
- Simon og Kaia bader og kler på seg — samleutgave — (2001)
- Den grådige ungen — (1997)
- Den helt vidunderlige grisen Nøffi — (1998)
- Hemmeligheten til fru Plomme — (1999)
- Bak Mumme bor Moni — (2000)
- Steinhester — (2000)
- Fem vinder over Tamalon — (2001)
- Snill — (2002)
- Sinna Mann — (2003)
- Djeveltanna — (2004)
- Tikk takk, sier Tiden — (2005)
- Håret til Mamma — (2007)
- Havet i hovedet — (2008)
- Roy — (2008)
- God natt, natt — (2009)
- Håpe, sa gåsa — (2011)
- Jeg kunne spise en ku — (2012)
- Krigen — (2013)
- Akvarium — (2014)
- Megzilla — (2015)
- Blekkspruten — (2016)
- Sesam Sesam — (2017)
- Dragen — (2018)
- Grevlingdager — (2019)
- Ollianna — (2020)